# Bastardiopsis grewiifolia
Bastardiopsis grewiifolia är en malvaväxtart som först beskrevs av Oskar Eberhard Ulbrich, och fick sitt nu gällande namn av Fuertes och Fryxell. Bastardiopsis grewiifolia ingår i släktet Bastardiopsis och familjen malvaväxter. Inga underarter finns listade i Catalogue of Life.